# Dance Off
Dance Off is een nummer van het Amerikaanse hiphopduo Macklemore & Ryan Lewis uit 2016, in samenwerking met de Britse acteur/muzikant Idris Elba en de Amerikaanse zanger Anderson Paak. Het is de tweede single van This Unruly Mess I've Made, het tweede studioalbum van Macklemore & Ryan Lewis.
De bijbehorende videoclip is gedeeltelijk opgenomen in het Amrath Hotel in Amsterdam. "Dance Off" werd lang niet zo'n succes als voorganger Downtown. De plaat deed in zowel Amerika als Nederland niets in de hitlijsten. In Vlaanderen was het iets succesvoller; werd de 13e positie in de Tipparade gehaald.